# Јуниорски турнир Евролиге у кошарци
Јуниорски турнир Евролиге у кошарци (енгл. Euroleague Basketball Next Generation Tournament) међунардно је кошаркашко такмичење на коме учествују најбољи европски клубови у категорији играча до 18 година, као и јуниорске репрезентације појединих земаља (које чак не морају ни бити из Европе). Такмичење организује Евролига, а спонзор је компанија Адидас. Завршница такмичења одржава се у оквиру фајнал фора Евролиге.

## Систем такмичења
32 тима разврстана су на 4 регионална квалификациона турнира са по 8 учесника који се одржавају у Београду, Лоспиталет де Љобрегату, Каунасу и Риму. Турнир који се одржава у Београду носи име Марка Ивковића, навијача Звезде који је погинуо пред утакмицу Евролиге у Истанбулу. Победници тих турнира обезбеђују директан пласман на завршни турнир, а на њему им се прикључују још 4 тима који добију специјалну позивницу Евролиге. Специјалну позивницу могу добити и неки од учесника регионалних турнира, али и други јуниорски клубови или репрезентације (чак и ваневропске). Завршни турнир одржава се паралелно са фајнал фором сениорске Евролиге, а на њему су тимови разврстани у две четворочлане групе. У финалном сусрету о победнику турнира одлучују победници група.

## Финала
У следећој табели дат је преглед резултата свих финалних мечева овог такмичења од његовог оснивања до данас.
| Сезона   | Домаћин финала                                | Победник                                      | Резултат                                      | Финалиста                                     | МВП                                           |
| 2002/03. | Барселона                                     | Жалгирис (1)                                  | 87 : 80                                       | Макаби Тел Авив                               | Роландас Алијевас                             |
| 2003/04. | Тел Авив                                      | ЦСКА Москва (1)                               | 90 : 62                                       | Монтепаски Сијена                             | Василиј Заворуев                              |
| 2004/05. | Москва                                        | ЦСКА Москва (2)                               | 97 : 64                                       | Жалгирис                                      | Василиј Заворуев (2)                          |
| 2005/06. | Праг                                          | ЦСКА Москва (3)                               | 59 : 55                                       | Жалгирис                                      | Иван Нељубов                                  |
| 2006/07. | Атина                                         | Жалгирис (2)                                  | 78 : 74                                       | ФМП Железник                                  | Донатас Мотијејунас                           |
| 2007/08. | Мадрид                                        | ФМП Железник (1)                              | 80 : 70                                       | Барселона                                     | Дејан Мусли                                   |
| 2008/09. | Берлин                                        | ФМП Железник (2)                              | 123 : 110                                     | Лијетувос Ритас                               | Дејан Мусли (2)                               |
| 2009/10. | Париз                                         | ИНСЕП (1)                                     | 83 : 73                                       | ФМП Железник                                  | Ливио Жан Шарл                                |
| 2010/11. | Барселона                                     | Загреб (1)                                    | 76 : 65                                       | Жалгирис                                      | Дарио Шарић                                   |
| 2011/12. | Истанбул                                      | Лијетувос ритас (1)                           | 88 : 70                                       | Фенербахче                                    | Метеџан Бирсен                                |
| 2012/13. | Лондон                                        | Хувентуд (1)                                  | 82 : 59                                       | Барселона                                     | Алберто Абалде                                |
| 2013/14. | Милано                                        | Црвена звезда (1)                             | 55 : 42                                       | Реал Мадрид                                   | Војислав Стојановић                           |
| 2014/15. | Мадрид                                        | Реал Мадрид (1)                               | 73 : 70                                       | Црвена звезда                                 | Лука Дончић                                   |
| 2015/16. | Берлин                                        | Барселона (1)                                 | 90 : 82                                       | Црвена звезда                                 | Бориша Симанић                                |
| 2016/17. | Истанбул                                      | Сантр федерал (1)                             | 65 : 58                                       | Мега Бемакс                                   | Иван Феврије                                  |
| 2017/18. | Београд                                       | Лијетувос ритас (2)                           | 76 : 71                                       | Стела Азура                                   | Дејвидас Сирвидис                             |
| 2018/19. | Виторија                                      | Реал Мадрид (2)                               | 95 : 76                                       | Мега Бемакс                                   | Марио Накић                                   |
| 2019/20. | Турнир није одигран због пандемије ковида 19. | Турнир није одигран због пандемије ковида 19. | Турнир није одигран због пандемије ковида 19. | Турнир није одигран због пандемије ковида 19. | Турнир није одигран због пандемије ковида 19. |
| 2020/21. | Валенсија                                     | Реал Мадрид (3)                               | 81 : 78                                       | Барселона                                     | Ели Ндиаје                                    |
| 2021/22. | Београд                                       | Мега баскет (1)                               | 82 : 61                                       | тим                                           | Никола Ђуришић                                |
| 2022/23. | Каунас                                        | Реал Мадрид (4)                               | 71 : 60                                       | тим                                           | Јан Виде                                      |
| 2023/24. | Берлин                                        | Реал Мадрид (5)                               | 85 : 84                                       | ИНСЕП                                         | Уго Гонзалез                                  |
| 2024/25. | Абу Даби                                      | Жалгирис (3)                                  | 89 : 81                                       | Олимпија Милано                               | Доминикас Грункис                             |

### Успешност клубова
| Поз. | Клуб              | Победник                         | Финалиста            |
| ---- | ----------------- | -------------------------------- | -------------------- |
| 1.   | Реал Мадрид       | 5 (2015, 2019, 2021, 2023, 2024) | 1 (2014)             |
| 2.   | Жалгирис          | 3 (2003, 2007, 2025)             | 3 (2005, 2006, 2011) |
| 3.   | ЦСКА Москва       | 3 (2004, 2005, 2006)             | —                    |
| 4.   | ФМП Железник      | 2 (2008, 2009)                   | 2 (2007, 2010)       |
| 5.   | Лијетувос Ритас   | 2 (2012, 2018)                   | 1 (2009)             |
| 6.   | Барселона         | 1 (2016)                         | 3 (2008, 2013, 2021) |
| 7.   | Црвена звезда     | 1 (2014)                         | 2 (2015, 2016)       |
| 7.   | Мега баскет       | 1 (2022)                         | 2 (2017, 2019)       |
| 9.   | ИНСЕП             | 1 (2010)                         | 1 (2024)             |
| 10.  | Загреб            | 1 (2011)                         | —                    |
| 10.  | Хувентуд          | 1 (2013)                         | —                    |
| 10.  | Сантр федерал     | 1 (2017)                         | —                    |
| 13.  | тим               | —                                | 2 (2022, 2023)       |
| 14.  | Макаби Тел Авив   | —                                | 1 (2003)             |
| 14.  | Монтепаски Сијена | —                                | 1 (2004)             |
| 14.  | Фенербахче        | —                                | 1 (2012)             |
| 14.  | Стела Азура       | —                                | 1 (2018)             |
| 14.  | Олимпија Милано   | —                                | 1 (2025)             |

### Успешност по државама
| Поз. | Држава    | Победник                                     | Финалиста                              |
| ---- | --------- | -------------------------------------------- | -------------------------------------- |
| 1.   | Шпанија   | 7 (2013, 2015, 2016, 2019, 2021, 2023, 2024) | 4 (2008, 2013, 2014, 2021)             |
| 2.   | Литванија | 5 (2003, 2007, 2012, 2018, 2025)             | 4 (2005, 2006, 2009, 2011)             |
| 3.   | Србија    | 4 (2008, 2009, 2014, 2022)                   | 6 (2007, 2010, 2015, 2016, 2017, 2019) |
| 4.   | Русија    | 3 (2004, 2005, 2006)                         | —                                      |
| 5.   | Француска | 2 (2010, 2017)                               | 1 (2024)                               |
| 6.   | Хрватска  | 1 (2011)                                     | —                                      |
| 7.   | Италија   | —                                            | 3 (2004, 2018, 2025)                   |
| 8.   | Израел    | —                                            | 1 (2003)                               |
| 8.   | Турска    | —                                            | 1 (2012)                               |